# حريق لومب جولش
حريق لومب جولش هو حريق هائل اندلع في مقاطعة جيفرسون بولاية مونتانا بالولايات المتحدة. اشتعل الحريق الذي تم الإبلاغ عنه لأول مرة في 13 يونيو 2020 بسبب سقوط خط كهرباء. احترق في غابة لويس وكلارك الوطنية غابة هيلينا الوطنية وعلى أراضي الدولة والخاصة. حتى 23 يونيو احرق الحريق 1079 فدانًا (437 هكتارًا) وتم احتواؤه بنسبة 85 بالمائة. دمرت النيران مبنيين خارجيين وأغلقت مناطق مختارة على أراضي الغابات الوطنية بسبب الحريق.

## الأحداث
تم الإبلاغ عن الحريق لأول مرة في منطقة لومب جولش أو بالقرب منها، وهي منطقة تاريخية لتعدين الفضة بالقرب من جبل الأغنام، في حوالي الساعة 3:00 مساءً في 13 يونيو 2020. ووفقًا للتقارير الجوية الأولية قُدر الحريق بنحو 1500 فدان (607 هكتار). اندلع الحريق خلال عاصفة رياح وتم التحقيق في السبب عند الإبلاغ. ونُفذت عمليات إجلاء لحوالي 20 منزلاً في محيط الحريق. دمر الحريق مبنيين خارجيين بحلول صباح يوم 14 يونيو، حيث اشتعلت في تضاريس شديدة الانحدار وعرة مع وجود أخشاب ثقيلة ميتة ومتساقطة. تم رفع عمليات الإجلاء الإلزامية ووضعت أوامر الإخلاء المسبق في مكانها لجبل الأغنام وأوهايو جولش وترافيس جولش وديفيز جولش وبلو سكاي هايتس وفورست بارك إستيتس وجاكسون كريك ولوم غولش.
بحلول 15 يونيو تم إغلاق منطقة بيع الأخشاب في جسر بروكلين التابع لحكومة الوفاق الوطني. تم الإبلاغ عن احتواء الحريق بنسبة 15 في المائة، مع تركيز أطقم الحريق على بناء خطوط النار على الجانبين الشرقي والغربي من الحريق متجهين شمالاً. تمت إعادة تقييم أثر الحرائق لتقدير ما يقدر بـ 1100 فدان (445 هكتار) بحلول 16 يونيو. في ذلك اليوم تمت إزالة تحذيرات ما قبل الإخلاء لجميع المناطق السابقة.
اعتبارًا من 19 يونيو أحرق الحريق ما يقدر بـ 1073 فدانًا (434 هكتارًا) وتم تحديد خطوط الكهرباء على أنها سبب الحريق. منذ ذلك الحين تم احتواء 85٪ من الحريق.

## التأثير
تسببت عاصفة الرياح في 13 يونيو في غمر مركز هيلينا لويس وكلارك كاونتي 911 حيث اتصل أفراد من الجمهور بالرياح والحرائق الهائلة، والتي تم الإبلاغ عنها في الساعة 3 مساءً. تطلب العدد الهائل من المكالمات الهاتفية من مدير مركز الاتصال مطالبة الجمهور بعدم الاتصال إلا في حالة الطوارئ المطلقة.
عند اكتشاف الحريق في 13 يونيو من قبل طواقم الطوارئ، تم إخلاء ما يقرب من 20 منزلاً. تم رفع أوامر الإخلاء في اليوم التالي.
تم إغلاق منطقة بيع الأخشاب في جسر بروكلين التابع لحكومة الوفاق الوطني إلى أجل غير مسمى للسماح لأطقم الإطفاء بالعمل في المنطقة.